# 王銘石
王銘石（1960年—2004年3月15日），臺灣臺北市萬華區人，戒毒後成為信義宗牧師，於1993年在屏東縣新園鄉五房村建立沐恩之家，幫助他人戒毒。

## 生平
王銘石出身於萬華，國中時加入幫派混跡艋舺青山宮口。
1970年代，警方發現犯罪的青少年正流行吸食合成樹脂類的強力膠，以求運動性共濟失調產生幻覺，卻缺乏作為取締依據的法規。王銘石國一時便染上吸食強力膠的惡習。國二時他因傷害罪被抓入獄，為提早假釋出獄，在獄中自學考上五專，讀不到半年就又因吸毒被退學。十七歲時，他開始接觸海洛因。他回憶當時1980年代，自己每天購買海洛因的開銷高達新臺幣三、四千元，為買毒而犯下妨害自由、殺人未遂、傷害等刑案，前後入獄六次，即使在獄中，還是想盡辦法取得毒品吸食。
1984年，林治平邀請香港晨曦會牧師劉民和到臺灣從事福音戒毒。該年，劉民和、江得力等晨曦會牧師，於台北縣永和市保福路二段23巷37號設立戒毒所。王銘石曾想過戒毒，但缺乏支持的力量，直到看到宗教節目《The 700 Club》，才下定決心至劉民和主持的福音戒毒中心。此戒毒所每天三次聚會，以教導戒毒者認識《聖經》為主，輔以英文、音樂及心理輔導課程，戒毒完成一年穩定者，准允外出工作、讀書，夜間返回中心居住。王銘石成功戒斷十二年毒癮，再以三年時間，於廿八歲考上中華信義神學院，並與教友趙元玲共組家庭。
1993年，王銘石在屏東縣新園鄉草創沐恩之家戒毒村，以幫助他人戒毒。之所以選此鄉下原因是為落實在社區戒毒，不讓戒毒者接觸都會誘惑。此位在新園鄉五房村的戒毒中心，獲得住於枋寮火車站附近的芬蘭籍女傳教士賈貝粒幫忙，常搭客運車來輔導女性戒除毒癮。
王牧師以軍隊管理方式幫助戒毒，上午六時半學員就起床，後作早操、靈修，八時早餐，九時上課一小時後參加職能訓練及工作，內容主要為習一技在身，工作分烹飪、美術、齒模製造、銅雕及皮雕、農場管理等，依戒毒者的志向及興趣參加。以農場經營來說，中心有四甲農地，在屏東科技大學指導下，不用農藥，種植有機蔬果，包括香蕉、紅龍果、木瓜、蔬菜，同時還飼養肉羊等。晚上六時吃晚餐後作靈修及晚禱，至十時就寢。
之後沐恩之家於長治鄉、大寮鄉陸續建立了第二、三座戒毒村，並獲李廖和妹在內埔鄉捐出一千五百多坪土地以成立青少年輔導中心。他以開設齒模鑄造、烹飪、電腦、耕作有機蔬菜等技藝課，讓這些吸毒的青少年對自己產生信心。
王銘石曾連續三年得到政府的全國反毒有功人士表揚。2000年6月26日，他以基督教沐恩之家主任牧師身分，接受行政院長唐飛頒獎表揚。2003年報導時，沐恩之家已協助八百多人戒毒，其中四百多人成功。
2004年3月15日，王銘石因急性腎損傷去世，享年44歲。27日在長治鄉進興村的沐恩之家辦追思告別禮拜。

## 著作
- 王銘石、許少萍. . 晶冠出版社. 2002. ISBN 9573019639.